# علی‌گیدر
علی‌گیدر یک منطقهٔ مسکونی در اریتره است که در Teseney District واقع شده‌است.